# 指名試合
指名試合（しめいじあい）は、主にプロボクシングにおいて、チャンピオンに対して一定期間の間に義務付けられるタイトルマッチである。世界王座認定団体が挑戦者を指名することからこう呼ばれ、挑戦者は指名挑戦者と呼ばれる。
なお、指名試合に対し、通常のタイトルマッチは王者に挑戦者の選択権が認められることから選択試合と呼ばれる。

## 概略
世界チャンピオンがタイトル保持のため弱い相手とばかり対戦するのを防ぎ、王座の権威を守るために設けられた。
期限は団体によってまちまちであり、WBAは初防衛から原則9か月、WBCは1年以内に1度と義務付けている。しかし、この期限が守られない場合も多く、また期限を過ぎた場合に剥奪などの措置がとられる基準についてもあいまいである。JBCは1年以内と定められており、主にチャンピオンカーニバルで組まれる。指名期限の2ヶ月前までに選択試合などを行う場合はコミッションの承認が必要となる。
なお、王座決定戦によってタイトルを獲得した場合は、3ヶ月以内、1位以外の者がチャンピオンとなった場合は、4ヶ月以内に指名試合を行うことを義務付けられているが、これも守られていない場合が多い。
指名挑戦者はほとんどの場合ランキング1位（当該階級に2か月以上ランク）の選手となるが、下位の選手が「オフィシャル・チャレンジャー」とされて指名挑戦権を与えられていた場合、1位にランクされていても指名挑戦者と認定されない場合もある。指名試合に先立ち、挑戦者決定戦を執り行う場合もある（特にIBFに多い）。東洋太平洋ボクシング連盟（OPBF）では2009年よりWBC世界ランク15位以内に優先挑戦権を与える事になった。
チャンピオンは正当な理由なく指名試合を拒否した場合、タイトルを剥奪される場合もあり、また、負傷または病気などの正当な理由がある場合でも、期限の猶予は45日となる。一方、指名挑戦者が同様に拒否した場合、ランキングにおける不利益を被る場合があり、また、正当な理由がある場合も以後6ヶ月はタイトル挑戦を認められない。

## 指名試合を巡るエピソード
- 2006年3月25日、WBC世界バンタム級王者長谷川穂積は、当時のランク1位であったウィラポン・ナコンルアンプロモーションと再戦し2度目の防衛に成功するも、オフィシャル・チャレンジャーではなかったため、指名試合に認定されなかった。同年11月13日のヘナロ・ガルシア戦が指名試合となり3度目の防衛に成功した。
- 2008年のWBA世界フライ級王者は坂田健史で、ランク1位は亀田興毅であった。それまで協栄ボクシングジムの同門であったこともあり対戦は実現しなかったが、亀田が独立して同門でなくなったため障害が取り払われた。しかし、亀田がWBC同級王者内藤大助との対戦を熱望するなどして実現に至らず、WBAは指名挑戦者を2位（後に1位）のデンカオセーン・シンワンチャーとして12月31日に対戦することとなった。
- 2008年11月のWBC総会終了後、一時は内藤大助に対して指名試合が2試合課されることになっていた。WBCが1位のパノムルンレック・クラティンデーンジムに指名挑戦権を認めたまま、他の2選手で挑戦者決定戦を行い、その勝者となった2位のフリオ・セサール・ミランダにも指名挑戦権を認めたためである。WBCの運営方針は問題視され、内藤陣営の防衛方針を疑問視する声もあった。その後、ポンサクレック・ウォンジョンカムとの暫定王座決定戦にミランダの出場が決定した為、ミランダの指名挑戦権は消滅した。